# Gymnocharacinae
Gymnocharacinae es una subfamilia de pequeños peces de agua dulce de la familia Characidae. Se encuentra subdividida en 4 géneros . Algunas de sus especies son denominadas comúnmente con el nombre de tetras emperadores, tetras arcoíris o mojarras desnudas. 

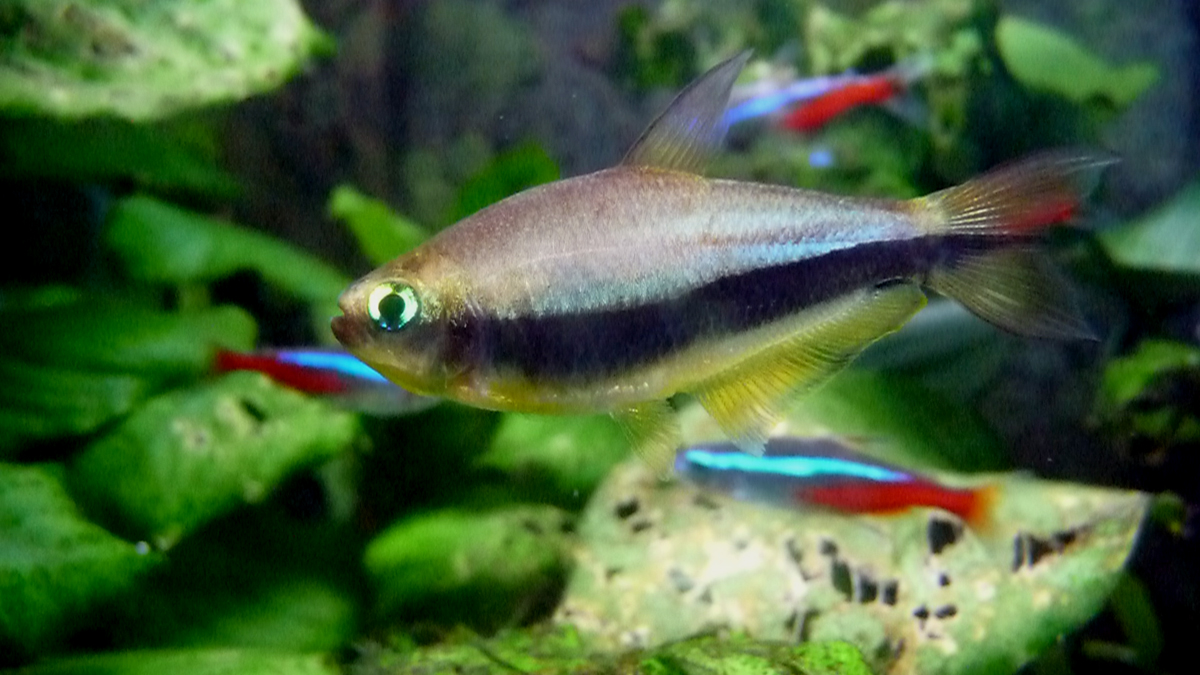
Algunos integrantes de esta subfamilia son populares habitantes de los acuarios ornamentales, por ejemplo el tetra emperador (Nematobrycon palmeri).

Habitan en lagunas, arroyos, y ríos en regiones templado-frías a templado-cálidas de gran parte de América del Sur, desde Colombia hasta el norte de la Patagonia argentina. La especie de mayor tamaño (Grundulus bogotensis) sólo alcanza los 8 cm de longitud total. Algunos integrantes de esta subfamilia son populares habitantes de los acuarios ornamentales, por ejemplo el tetra emperador (Nematobrycon palmeri). Otros están entre los peces más amenazados del mundo, por ejemplo la mojarra desnuda (Gymnocharacinus bergii).

## Taxonomía
Esta subfamilia fue descrita originalmente en el año 1909 por el ictiólogo estadounidense Carl H. Eigenmann. 
Géneros
Esta subfamilia se subdivide en 4 géneros con un total de 7 especies:
- Coptobrycon
- Grundulus
- Gymnocharacinus
- Nematobrycon